# Galatas
Galatas (Grieks: Γαλατάς, "melkman", officieel: Δημοτική Κοινότητα Γαλατά) is een plaats in het oosten van schiereiland Peloponnesos. De plaats is de zetel van fusiegemeente Troizina. Het eiland Poros is slechts 50 m van Galatas vandaan.

## Indeling van de plaats

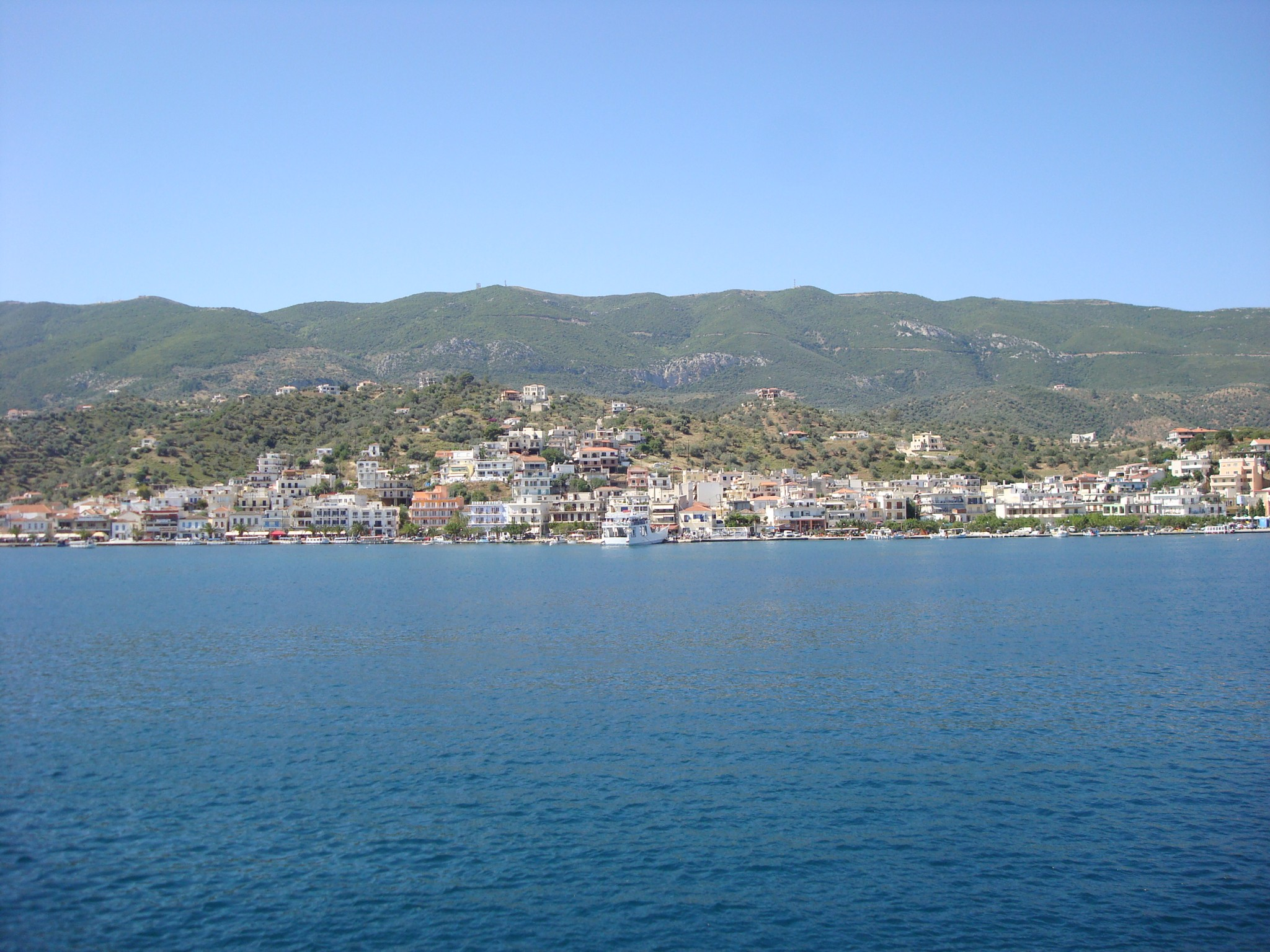
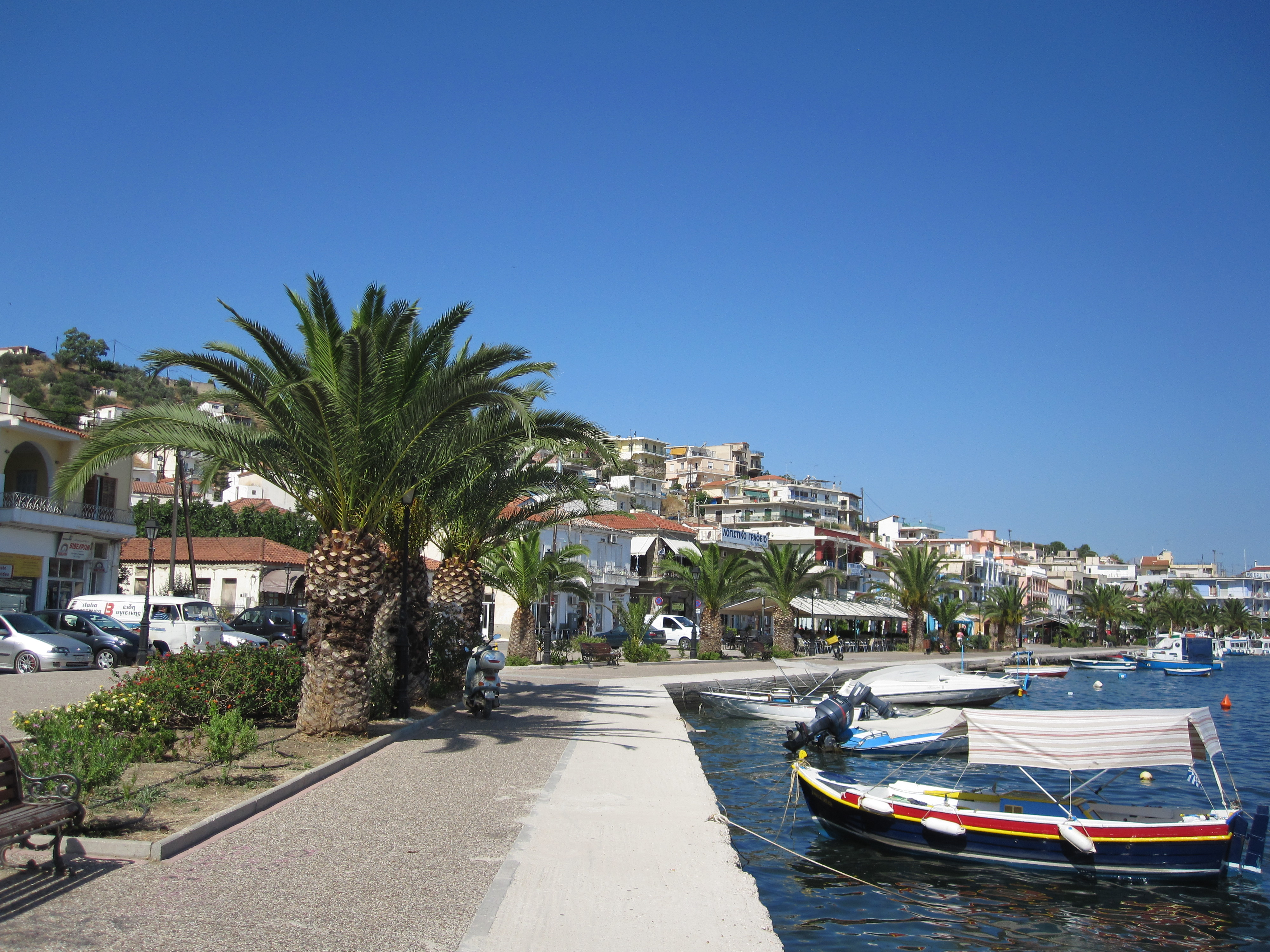

- Aliki
- Galatas
- Plaka
- Potami
- Vlacheika
- Belessi
- Lemonodassos